# إيفان زيليتا
إيفان زيليتا (بالإسبانية: Iván Zulueta)‏ هو مصمم ومخرج إسباني، ولد في 29 سبتمبر 1943 في سان سيباستيان في إسبانيا، وتوفي بنفس المكان في 30 ديسمبر 2009.

## وصلات خارجية
- الموقع الرسمي
- إيفان زيليتا على موقع IMDb (الإنجليزية)
- إيفان زيليتا على موقع ألو سيني (الفرنسية)
- إيفان زيليتا على موقع أول موفي (الإنجليزية)
- إيفان زيليتا على موقع قاعدة بيانات الأفلام السويدية (السويدية)
- إيفان زيليتا على موقع قاعدة بيانات الفيلم (الإنجليزية)
- إيفان زيليتا على موقع كينوبويسك (الروسية)